# Ranah Sungkai
Ranah Sungkai is een bestuurslaag in het regentschap Kampar van de provincie Riau, Indonesië. Ranah Sungkai telt 1237 inwoners (volkstelling 2010).